# Lovassy Andor
Lovassy Andor (Nagyszalonta, 1860. február 24. – Kisszántó, 1924. május 2.) erdélyi magyar publicista, színpadi szerző, író. Lovassy Lászlónak, a pozsonyi reformországgyűlés ifjúsági vezérének unokaöccse.

## Életútja
Középiskoláit szülővárosában és Nagyváradon végezte, a debreceni és nagyváradi jogakadémiákon folytatott tanulmányok után Bihar vármegye szolgálatába lépett. Nagyváradon Bagoly c. önálló élclapot indított, amelynek anyagát úgyszólván egymaga írta és rajzolta. Csakhamar Torda-Aranyos vármegye főjegyzője, majd alispánja, az Aranyosvidék c. hetilap felelős szerkesztője (1900-05). Az EIT tagjául választotta (1907).
Írói érdeme, hogy átmentett valamit az erdélyi emlékírók kissé zsörtölődő, de nyelvileg ötletes előadásmódjából. 1923. december 30-ától kezdve a Nagyvárad hasábjain folytatásosokban közölt regénye, a Senki fia beharangozásakor a lap így jellemzi a szerzőt: "...a régi magyar udvarházak, a már kiveszőfélben levő pompás típusok hivatott rajzolója. Nem fotográfiát ad, hanem lelket, vért és igaz és eleven életet."

## Kötetei
- Tintacseppek (Nagyvárad, 1890);
- Nevető betűk (Nagyvárad, 1896);
- A kis püspök (vígjáték három felvonásban, Torda, 1902);
- "Ékesen szóló emberek" (Kolozsvár, 1908);
- A bihariak (Kolozsvár, 1914).